# جغرافیای موریس
جمهوری موریس کشوری جزیره‌ای در ساحل جنوب شرقی آفریقا است که در اقیانوس هند و در شرق ماداگاسکار قرار دارد. این جزیره بخشی از مجمع‌جزایر ماسکارین به‌شمار می‌آید و از نظر زمین‌شناسی در داخل صفحه سومالی قرار دارد. پایتخت موریس، پورت‌لوئیس است.
موریس در ۲۴۰۰ کیلومتری ساحل جنوب شرق آفریقا، در حدود ۸۰۰ کیلومتری شرق ماداگاسکار در اقیانوس هند و درست بالای خط رأس‌الجدی قرار دارد. قلمروهای اطراف آن عبارتند از: جزیره رودریگز، در حدود ۵۵۰ کیلومتر به سمت شرق، آبتل کارگادوس کاراژوس، ۴۰۰ کیلومتر به سمت شمال شرق، و جزایر آگالگا، در ۹۳۰ کیلومتری به سمت شمال جزیره اصلی. موریس همچنین مدعی حاکمیت بر مجمع‌الجزایر چاگوس (از جمله دیگو گارسیا) است که در ۲۰۰۰ کیلومتری شمال شرق آن قرار دارد، اگرچه این ادعا از سوی بریتانیا مورد مناقشه است.
پایتخت و بزرگترین شهر موریس پورت لوئیس است که در شمال غرب جزیره واقع شده‌است. شهرهای مهم دیگر عبارتند از: رز هیل و بو باسین، کورپیپ، واکواس، فینیکس، کواتر بورنز. دو بندر بزرگ این کشور پورت لوئیس و ماهبورگ هستند.

## جغرافیای فیزیکی

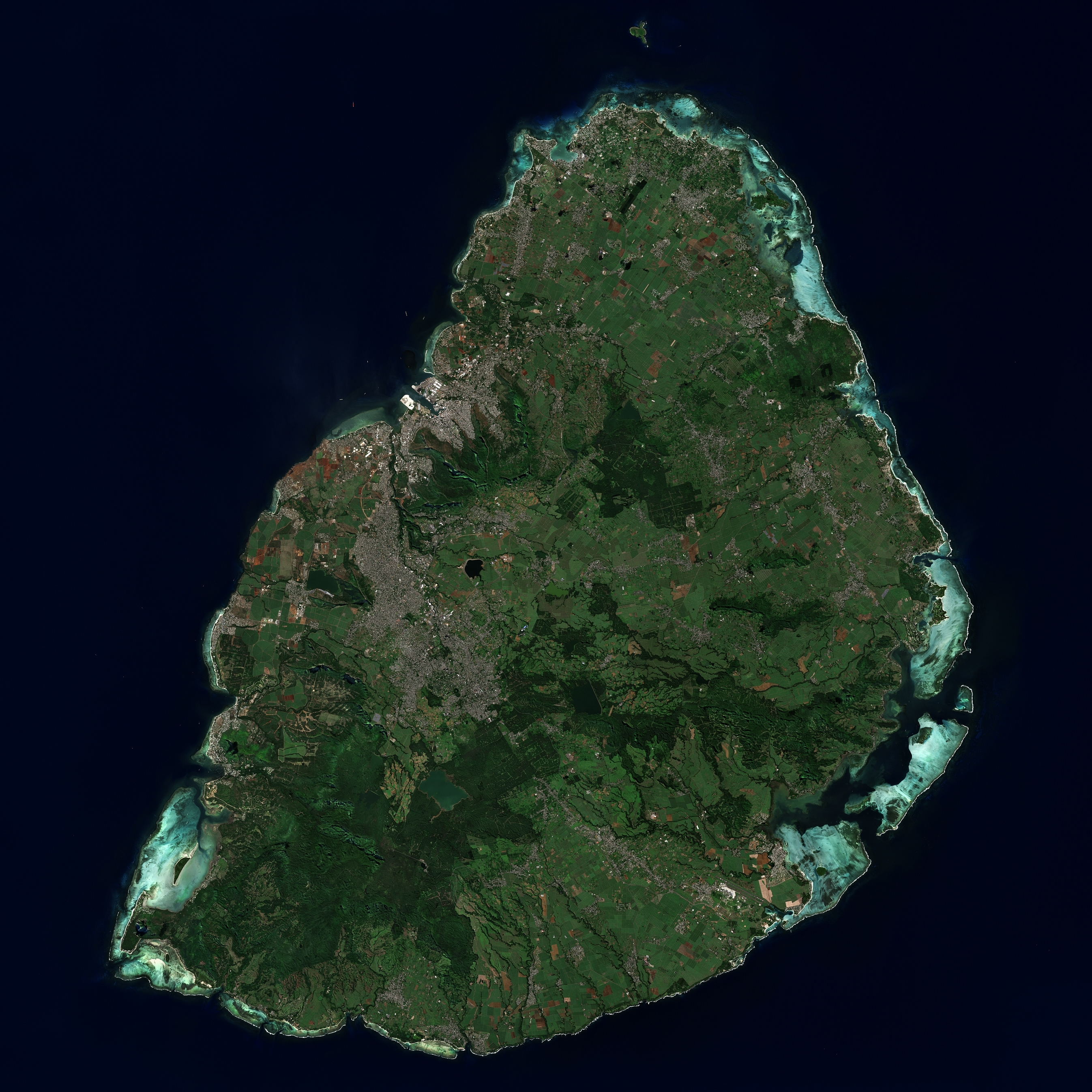
تصویر ماهواره‌ای از جزیره موریس

جمهوری موریس از پنج جزیره به نام‌های موریس، رودریگز، دو جزیره آگالگا و مجمع‌الجزایر کارگادوس کاراژوس تشکیل شده‌است. جزیره موریس ۶۱ کیلومتر طول و ۴۶ کیلومتر عرض در عریض‌ترین نقطه خود دارد و مساحت کل زمینی آن ۱۸۶۵ کیلومتر مربع است. خود جزیره در اطراف یک فلات مرکزی تشکیل شده‌است که حدود ۶۰۰ متر از سطح دریا ارتفاع دارد، با حدود سیصد و پنجاه کیلومتر ساحل که تقریباً به‌طور کامل توسط صخره‌های مرجانی محافظت می‌شود. در اطراف فلات مرکزی، دهانه اصلی آتشفشانی جزیره هنوز از چندین کوه دیگر قابل تشخیص است.
موریس جزیره‌ای کاملاً کوهستانی است اما نه با کوه‌های بسیار مرتفع. بلندترین قله در جنوب غربی جزیره، کوه پیتون دلا پتی ریویر نوآر با ارتفاع ۸۲۸ متر است. دومین قله «پیتر باث» با بلندای ۸۲۳ متر و سومین کوه مرتفع جزیره «لو پوس» با ارتفاع ۸۱۲ متر است.
موریس در واقع شامل یک حلقه ناپیوسته از رشته‌کوه است که حدود ۶۰۰ تا ۸۰۰ متر بالاتر از سطح دریا قرار دارد و یک زمین مرتفع مرکزی را احاطه کرده‌است که از سطح ۳۰۰ متری در شمال تا ۶۰۰ متری در جنوب غربی شیب دارد. حلقه‌ای از صخره‌های مرجانی تقریباً کل خط ساحلی را احاطه کرده و تالاب‌های کم‌عمق زیادی را تشکیل می‌دهند که سرشار از سواحل ماسه‌ای مرجانی سفید و تپه‌های شنی هستند.
موریس دارای چندین رودخانه و نهر است که بسیاری از آنها در شکاف‌های بین زمین‌های ایجاد شده توسط جریان‌های گدازه جدید و قدیمی جاری شده‌اند. این جزیره دارای دو دریاچه طبیعی است که هر دو دریاچه دهانه آتشفشانی هستند. یک دریاچه مصنوعی هم در موریس ایجاد شده‌است.

## آب و هوا

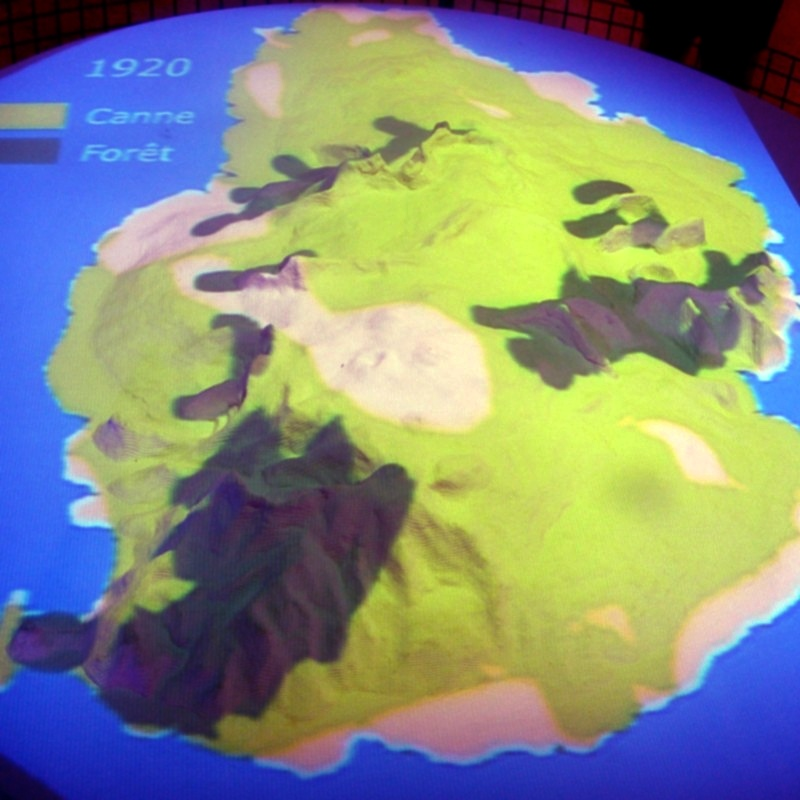
جمهوری موریس

آب و هوای این کشور همان آب و هوای جزایر گرمسیری است. دماها در طول سال به‌طور قابل توجهی ثابت می‌مانند، اگرچه می‌توان آنها را به دو فصل تقسیم کرد - یکی «گرمتر» و دیگری «خنکتر». در هر دو فصل، دما به ندرت به زیر ۱۵ درجه می‌رسد. بین نوامبر و آوریل، تابستان مرطوب و گرم، حداقل دمای شبانه را به حدود ۲۰ درجه سانتی‌گراد و حداکثر دما در ظهر را به ۳۰ تا ۳۵ درجه می‌رساند. ماه‌های زمستانی که خنک‌تر و خشک‌ترند و از ژوئن تا سپتامبر ادامه دارند، دما را به کمتر از ۲۰ درجه سانتی‌گراد کاهش می‌دهند و حداکثر دما در این ماه‌ها از ۲۵ تا ۲۸ درجه فراتر نمی‌رود. اکتبر و مه معمولاً به عنوان ماه‌های انتقالی شناخته می‌شوند. هرچه به ساحل نزدیکتر شویم، در طول سال آب و هوای گرم‌تری را تجربه می‌کنیم. 
بارندگی بیشتر در سمت مرکزی و جنوبی جزیره متمرکز است و با حرکت به سمت ساحل در شمال کاهش می‌یابد. بخش‌های شمالی و غربی جزیره هر دو کمی خشک‌تر و گرم‌تر از جنوب و شرق هستند. فصل بارانی خاصی وجود ندارد، اگرچه ماه‌های تابستان مرطوب‌تر هستند و مرطوب‌ترین ماه‌ها اغلب فوریه و مارس است. این مصادف با فصل طوفان در منطقه است. دمای دریا از ۲۲ درجه در زمستان تا ۲۷ درجه در تابستان متغیر است.